# 夜間飛行 (アルバム)
『夜間飛行』 (やかんひこう、Fly by Night) は、1975年2月14日にマーキュリー・レコードからリリースされた、カナダ出身のロックバンド、ラッシュの2作目のスタジオ・アルバム。これが、バンドが知られるようになったプログレッシブ・ロックの要素をもった最初のラッシュのアルバムとなった。また、バンド初の北米ツアーの直前、前年の夏にオリジナル・ドラマーのジョン・ラトジーに代わって加入した作詞家でドラマーのニール・パートをフィーチャーした初めての作品でもあった。パートはラッシュの主となる作詞を一手に引き継ぐこととなり、彼の作品に含まれる幻想的で哲学的なテーマの豊富さは、バンドのデビュー・アルバムにあったシンプルなハードロックとは大きく対照的なものとなった。

## 背景と録音
1974年3月、ギタリストのアレックス・ライフソン、ドラマーのジョン・ラトジー、シンガーでベーシストのゲディー・リーからなるラッシュのセカンド・ラインナップが、セルフタイトルのデビュー・アルバムをリリースした。しかし、その後の4か月で、ラトジーは糖尿病の合併症により体調を崩し、代役のジェリー・フィールディングとともにグループが活動を続ける間、欠場を余儀なくされた。ラトジーは1か月間にわたるクラブ公演を行うためグループに復帰したが、ツアー中の健康管理の難しさと両者の音楽的な違いを理由に、ラトジーが脱退することが最善であるとライフソンとリーが判断するまでの間のことだった。リーは「最初は罪悪感に苛まれていたが、それが当然のことだと気づいた。彼は幸せではなかったし、私たちも幸せではなかった」と回想した。
ラッシュは5人のドラマーのオーディションを行い、そのうちの4人目が、J・R・フラッドという地元バンドのニール・パートだった。3人は「心の賛美歌 (Anthem)」に合わせて演奏した。この曲は主にラトジーがグループに所属している間に書かれた曲で、後にラッシュがアルバム『夜間飛行』のためにレコーディングしたものだった。ライフソンとリーはパートのスタイルに非常に感銘を受け、自分たちの曲に合わせてチャートを書いて準備していた5人目のドラマーが後に続くのを恥ずかしく思った。パートはリーの21歳の誕生日である1974年7月29日に加入し、8月14日にペンシルベニア州ピッツバーグのシビック・アリーナでバンド初の全米ツアーが始まり、ユーライア・ヒープとマンフレッド・マンの前座を務める2週間前に参加した。年末までに、グループは次のアルバム用の新曲を書き上げていった。
5日間の休息の後、アルバム『夜間飛行』は1974年12月にレコーディングされ、1975年1月にアメリカとカナダのツアーの合間にトロント・サウンド・スタジオでミックスされた。ライフソンによると、レコーディングには約5日間かかり、ミキシングが終わるとグループはケースに荷物を詰めて、1月15日のコンサートのためにウィニペグへ旅立ったという。このアルバムは、テリー・ブラウンと共同プロデュースしたバンドにとって初のアルバムで、ブラウンはアルバム 『シグナルズ』（1982年）までその後もずっとこの役割を維持し続けることになる。ライフソンはアルバムの曲に満足し、これがグループにとって第二の始まりであると感じていた。リーは、デビュー当時のスタイルの楽曲を望んでいたレーベルの経営陣から、アルバムの楽曲、とりわけ「岩山の貂 (By-Tor and the Snow Dog)」に難色を示されたことを回想している。

## 楽曲
バンドはアルバム『夜間飛行』の各曲で自分たちの作曲と演奏の異なる側面を見せることを望み、その結果、さまざまなスタイルをもったアルバムが完成した。パートは熱心な読書家だったため、グループの主要な作詞家となったが、ライフソンとリーは音楽を書くことの方を好んでいたため、まさにうってつけだった。『ローリング・ストーン』誌の記事は、この役割の変化こそが、ファースト・アルバムと、より文学的なテーマや参照が含まれる『夜間飛行』の間の歌詞スタイルの「大きな」違いにたどり着いた理由であると推論した。「岩山の貂」と「リヴェンデル」という曲は、ラッシュの音楽にファンタジーのテーマが組み込まれた例である。「心の賛美歌」と「夜間飛行」のオリジナルの手書きの歌詞には、最終録音では歌われなかった別の歌詞または追加の歌詞が含まれており、後者のプロローグも含まれている。「ベスト・アイ・キャン」と「イン・ジ・エンド」はパートのバンド加入前に書かれたもので、ラッシュの最初の北米ツアー中、定期的に演奏されていた。

### サイド1
「心の賛美歌」は、ラトジーがまだバンドに在籍していた頃にライフソンとリーによって創作され、以前のラッシュの曲よりも複雑なアレンジが施されたヘヴィなサウンドが特徴となっている。パートはこの曲とその歌詞を、後のアルバム『西暦2112年』（1976年）の歌詞に大きなインスピレーションを受けることになるロシア系アメリカ人の作家兼哲学者アイン・ランドによる同名のディストピア小説にちなんで名付けた。
「ビニース、ビトウィーン・アンド・ビハインド」の歌詞はパートがラッシュのために書いた最初のもので、その後ライフソンとリーが曲を書くことになる。
8分間の「岩山の貂」は、8つの異なるセクションに分かれており、グループのソングライティングの発展における重要なポイントとなっている。最初のパート「地獄の経外書 (At the Tobes of Hades)」は、何年経ってもその意味についてはグループにも謎のままであり、パートはそれゆえにこの曲を特に気に入っていた。「でも、これは私の友人の父親がよく言っていた言葉なのです。『ハデスのトーベスよりも熱いよ!』って」。この曲は、照明担当のハワード・アンガーライダーが「バイター」と「スノー・ドッグ」と名付けた、ラッシュのマネージャーであるレイ・ダニエルズが飼っていた2匹の犬に由来し、善と悪についてのファンタジー・ソングである。リーは後に「ある日、私たちはこの2匹の犬についての歌を想像してハイになっていたに違いありません。そしてニールが思い切ってそれを書いたのです」と語っており、2匹の登場人物が戦い、スノー・ドッグが勝利するという内容になった。彼は後にこの曲を「制御不能になったジョーク」だとみなした。オリジナルのレコード盤では、最後のチャイムはロックされた溝へと続いており、したがって手動のレコード・プレーヤーであれば無限に再生される。次のアルバム『鋼の抱擁』（1975年）に収録されている曲「新しい日 (The Necromancer)」はパートによって「岩山の貂」の「神話の続編」であると評された。

### サイド2
「夜間飛行」は、パートがラッシュに加入する前、若手ミュージシャンとしてカナダからロンドンに移住した経験に基づいている。
「メイキング・メモリーズ」は、バンドがドライブ中に道を間違えた後に生まれた曲だ。ライフソンはアコースティック・ギターで曲を書き始め、バンドがレコーディングのためにスタジオに入るまでに完全にアレンジされた曲を完成させた。
「リヴェンデル」はゆっくりとしたバラードで、J・R・R・トールキンの伝説的作品『指輪物語』に登場する架空のエルフの居住地にちなんで名付けられた。

## リリースと反応
| 専門評論家によるレビュー          | 専門評論家によるレビュー |
| レビュー・スコア                  | レビュー・スコア         |
| 出典                              | 評価                     |
| --------------------------------- | ------------------------ |
| オールミュージック                | [ 14 ]                   |
| The Encyclopedia of Popular Music | [ 15 ]                   |
| Music Emissions                   | [ 16 ]                   |
| The Rolling Stone Album Guide     | [ 17 ]                   |

アルバム『夜間飛行』は1975年2月にリリースされ、カナダでは9位、アメリカBillboard 200では113位に達した。タイトル曲は1975年5月にシングルとしてリリースされ、カナダでは45位、アメリカでは88位に達した。1975年10月までに、アルバムは11万枚を売り上げた。オリジナル・プレスのヴァイナル盤には、写真とパートによる手書きの歌詞が収められたインナー・スリーブが収録されていた。
ラッシュはこのアルバムをサポートして、1975年2月から6月にかけて70都市以上をカバーするアメリカとカナダのツアーを行い、キッスとエアロスミスの前座を務めた。彼らはカナダ全土で初の大規模ヘッドライナー公演を行い、その中のトロント・マッセイ・ホールでは4,000人を動員しチケットは完売した。
「ステートヴィル・レコード&ランドマーク」紙のレビューでパム・サイモンは、このアルバムは「二流のアコースティック音楽とパワー・トリオ形式の時代遅れのコンセプトがほぼ均等に分かれた、奇妙な統合失調症のアルバム」であると考察した。彼女は、彼らの「ヘヴィメタルな楽曲は、壮大な倍音を伴う非常に大げさな曲作りに向かう傾向がある」と批判していた。サイモンはその例として「岩山の貂」を挙げ、「特に恐ろしい」と語った。サイモンはライフソンの「有能すぎる」ギターワークとパートのドラム演奏を賞賛したが、リーの「平凡な」声はロバート・プラントに似すぎていると批判した。『RPMウィークリー』誌のマイケル・ドルギーは、アルバムが「ボールブラスター・ロックンロールへの騒々しいが繊細な冒険」であると書いた。オールミュージックのグレッグ・プラートは、このアルバムはデビュー・アルバムほど単純ではなく、ベスト・アルバムの一つではないものの、バンドの新たな方向性を告げるものであり、最も重要なアルバムの一つであると述べた。
『アルティメット・クラシック・ロック』誌はこのアルバムを「1970年代ロック・アルバムのトップ100」のリストに入れ、「ニール・パートは単なる新しいドラマーではなく、彼らを偉大な地位に押し上げた火花だった」と書いた。

## 再発
1997年にリマスター盤が発表された。2011年にアンディ・ヴァンデットによって3枚構成の「Sector」ボックス・セットの1枚として再度リマスターされ、マーキュリー時代のラッシュの全アルバムが再リリースされた。標準のオーディオCDに加えて、このアルバムは『Sector 1』セットのオーディオDVDにも収録されており、5.1chサラウンド・サウンドにリミックスされた。
完全なアルバムは、セルフタイトルのデビュー・アルバムと『鋼の抱擁』とともに、1978年のAnthemリリースの『Archives』の一部として収録された。
アルバム『夜間飛行』は、公式「12ヶ月のラッシュ」プロモーションの一環として、アビー・ロード・スタジオでショーン・マギーによって2015年にレコード用にリマスタリングされた。今回のリリースのために用意された高品位マスターも、いくつかのハイレゾ・オーディオ・オンライン音楽ストアで24ビット/96kHzおよび24ビット/192kHzフォーマットで購入できるようになった。これらのマスターは、1997年のリマスターやアンディ・ヴァンデットによる「Sector」リマスターに比べて、ダイナミック・レンジの圧縮が大幅に低くなっている。

## 収録曲
「Best I Can」「In the End」（どちらもゲディー・リー作）を除き、すべての歌詞はニール・パート作。
| #  | タイトル | 作詞・作曲                             | 時間 |
| -- | --- | -------------------------------------- | ---- |
| 1. | 「心の賛美歌 - "Anthem"」 | ゲディー・リー、アレックス・ライフソン | 4:21 |
| 2. | 「ベスト・アイ・キャン - "Best I Can"」 | リー                                   | 3:24 |
| 3. | 「ビニース、ビトウィーン・アンド・ビハインド - "Beneath, Between and Behind"」 | ライフソン                             | 3:01 |
| 4. | 「岩山の貂： - "By-Tor and the Snow Dog" - I. 地獄の経外書 - "At the Tobes of Hades" - II. 三途の川を渡って - "Across the Styx" - III. 戦い - "Of the Battle" - i. "Challenge and Defiance" - ii. "7/4 War Furor" - iii. "Aftermath" - iv. "Hymn of Triumph" - IV. 結び - "Epilogue」 | リー、ライフソン                       | 8:37 |

| #  | タイトル                                       | 作詞・作曲       | 時間 |
| -- | ---------------------------------------------- | ---------------- | ---- |
| 1. | 「夜間飛行 - "Fly by Night"」                  | リー             | 3:18 |
| 2. | 「メイキング・メモリーズ - "Making Memories"」 | リー、ライフソン | 2:58 |
| 3. | 「リヴェンデル - "Rivendell"」                 | リー             | 4:52 |
| 4. | 「イン・ジ・エンド - "In the End"」            | リー、ライフソン | 6:44 |

## パーソネル
- ゲディー・リー (Geddy Lee) – ボーカル、ベース、クラシック・ギター
- アレックス・ライフソン (Alex Lifeson) – ギター
- ニール・パート (Neil Peart) – ドラム、パーカッション

制作陣
- ラッシュ (Rush) – プロダクション、アレンジ、カヴァー・コンセプト
- テリー・ブラウン (Terry Brown) – プロデュース、エンジニア、アレンジ
- ジョン・ウォロシュク (John Woloschuk) – アシスタント・エンジニア
- ギルバート・コング (Gilbert Kong) – マスタリング（ニューヨーク、マスターディスク）
- エラルド・カルガーティ (Eraldo Carugati) – 表紙絵
- AGIシカゴ (AGI Chicago) – アート・ディレクション
- ジム・ラドウィグ (Jim Ladwig) – アート・ディレクション
- ジョー・コトレバ (Joe Kotleba) – デザイン
- リチャード・フェグリー (Richard Fegley) – 写真
- ハワード・"ハーンズ"・アンガーライダー (Howard "Herns" Ungerleider)  – By-Torキャラクターのインスピレーション
- ムーン・レコード (Moon Records) – エグゼクティヴ・プロデューサー

## チャート
| チャート（1975年） | 最高位 |
| ------------------ | ------ |
| カナダ (RPM)       | 9      |
| US Billboard 200   | 113    |

## 売上認定
| 国/地域                    | 認定     | 認定/売上数 |
| -------------------------- | -------- | ----------- |
| カナダ (Music Canada)      | Platinum | 100,000^    |
| アメリカ合衆国 (RIAA)      | Platinum | 1,000,000^  |
| ^ 認定のみに基づく出荷枚数 |          |             |

### ソース
- Popoff, Martin (2004). Contents Under Pressure: 30 Years of Rush at Home and Away. ECW Press. ISBN 978-1-55022-678-2
- Popoff, Martin (2020). Anthem: Rush in the '70s. Toronto: ECW Press. ISBN 978-1-77041-520-1